# Hellstone
Der Hellstone (auch Hell Stone –  deutsch „Höllenstein“) auf dem Portesham Hill liegt etwa 1,0 km nördlich von Portesham und etwa 1,0 km südöstlich des Reservates „Valley of Stones“ in Dorset in England.
Der Dolmen, dessen Deckstein 1860 heruntergefallen war, wurde 1866 schlecht restauriert, als die Tragsteine radial arrangiert wurden. Die Kammer könnte ursprünglich rechteckig gewesen sein.
Der Höllenstein befindet sich am Ende eines Trockentals und am südöstlichen Ende eines etwa 24,0 m langen, etwa 1,0 m hohen von Nordwesten nach Südosten orientierten, trapezoiden Hügels. Der Hügel verjüngt sich von etwa 12,0 m Breite am südöstlichen auf etwa 8,0 m am nordwestlichen Ende.
Etwa 2,0 km westlich liegt der Kammergrabrest von The Grey Mare and her Colts.